# Шахтна пускова установка

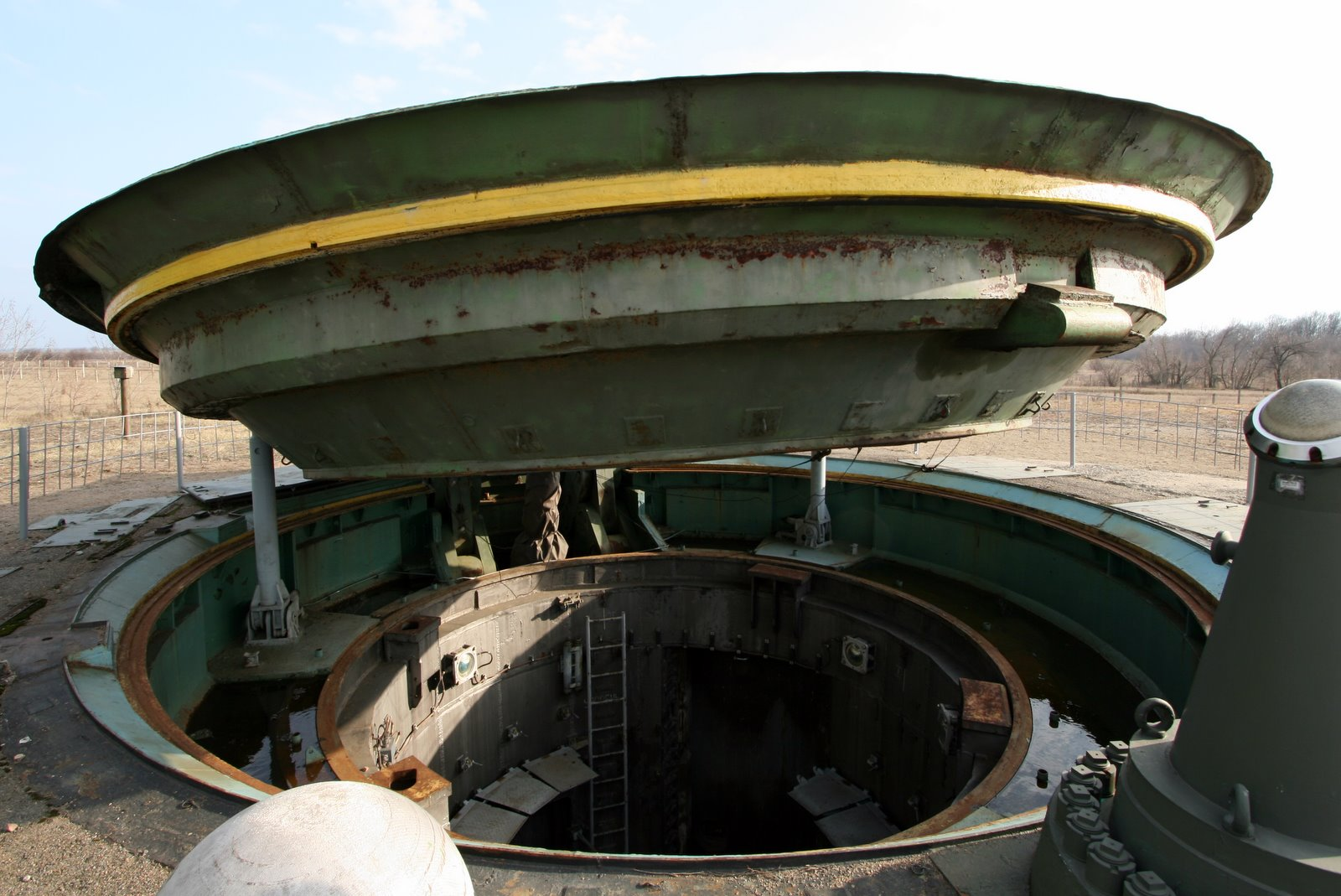
SS-24 ракетна шахта Музей ракетних військ стратегічного призначення.

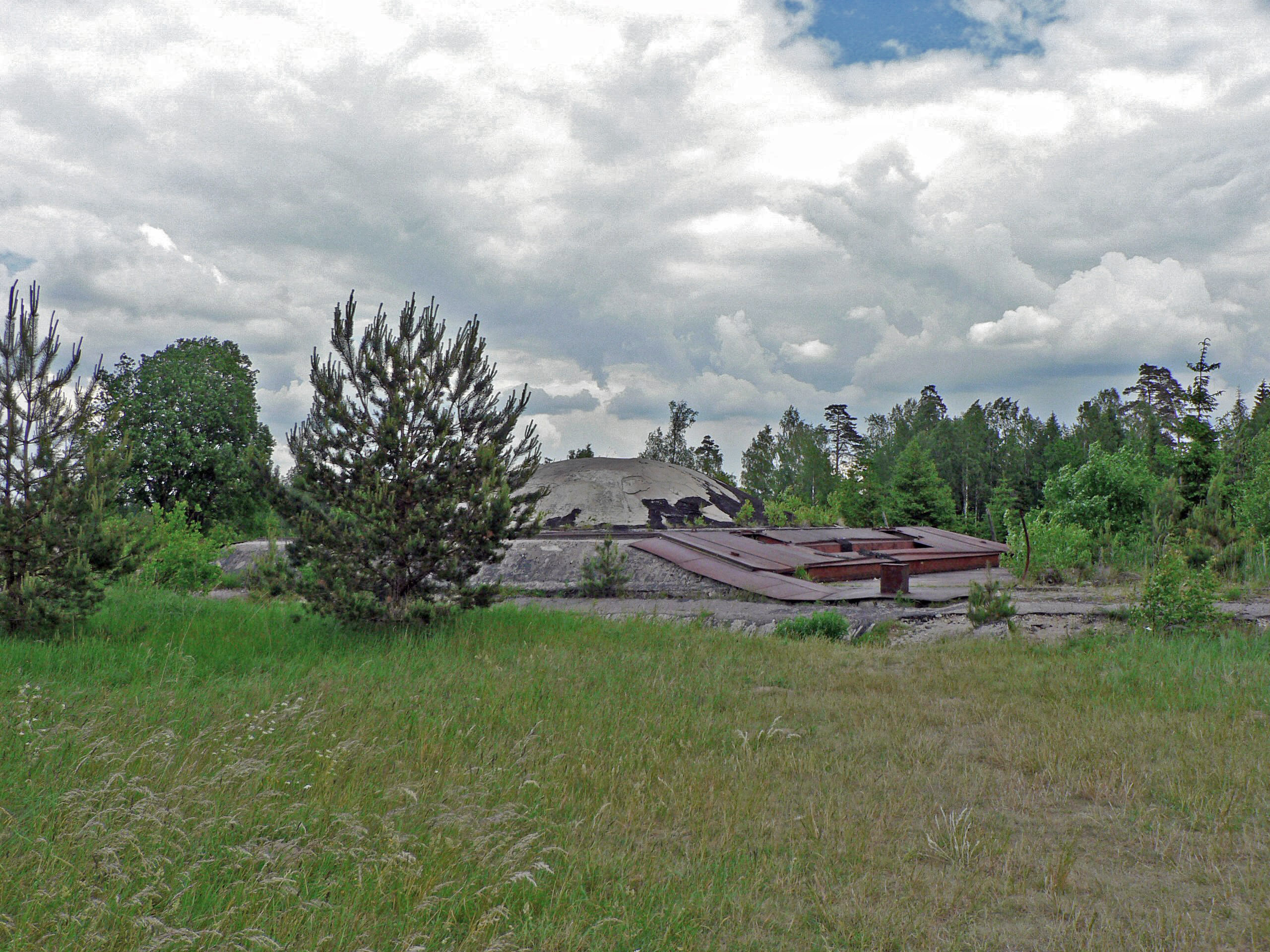
Захисний пристрій шахтної пускової установки балістичної ракети Р-12У (8К63У)

Шахтна пускова установка (ШПУ) — нерухома ракетна пускова установка в шахтній споруді, що розташована глибоко в ґрунті та призначена для розміщення ракети із дотриманням вимог температурно-вологового режиму та підтримання її протягом тривалого часу в готовності до пуску.
ШПУ застосовуються головно, для пуску балістичних ракет стратегічного призначення. Початок використання ШПУ припадає на 1960-і роки.

## Ракетна шахта

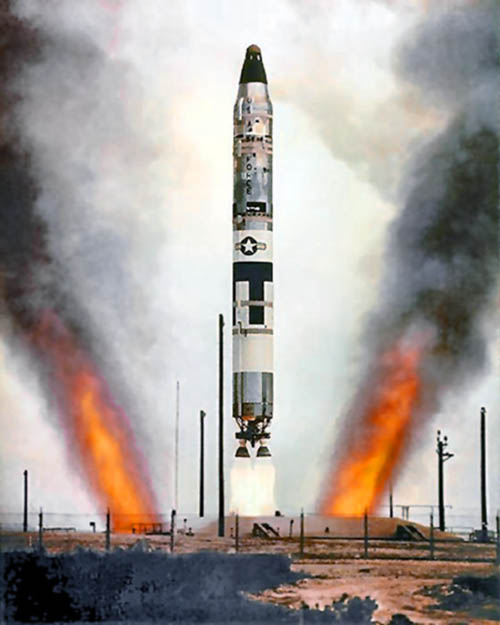
Пуск МБР Titan II з ракетної шахти

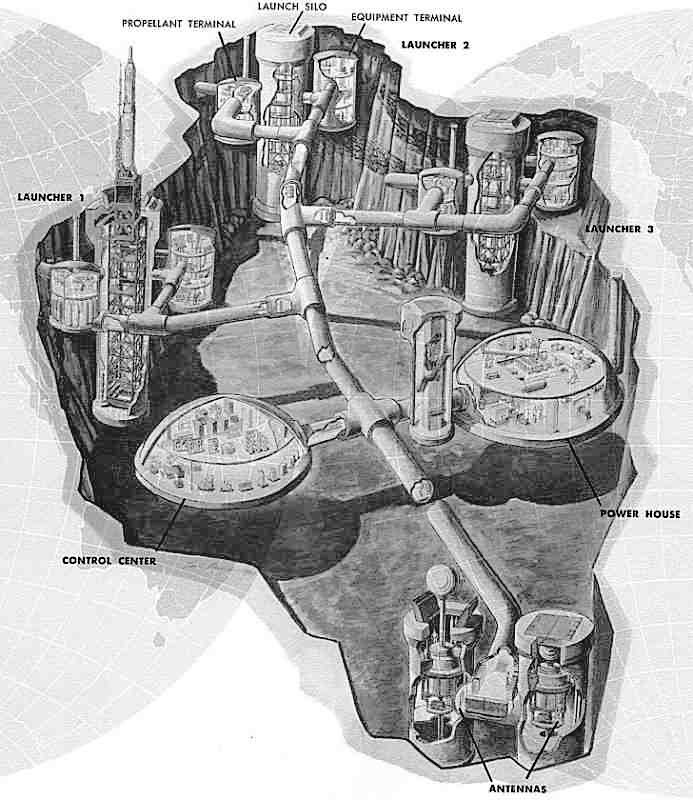
Підземний комплекс МБР Titan I

Ракетне сховище, є підземною пусковою спорудою для військових ракет, переважно ядерних МБР.  
Призначення шахти полягає у тому, щоби забезпечити швидкий постріл ракети, та захистити її від зовнішніх впливів, зокрема від нападу противника з використанням ядерної зброї. Надлишковий тиск, тобто різниця між абсолютним і тиском навколишнього середовища, від якого ракету захищено у бункері, вказується як міра стійкості шахти від зовнішнього вибуху. 
Під час «холодної війни» розвиток ракетних шахт розпочався наприкінці 1950-х, у США, а також у Великій Британії та СРСР. Першими бункерами для шахтних ракет у США, були так звані різновиди шахт для міжконтинентальних ракет Atlas F і Titan I. У цій споруді, ракета зберігалася вертикально, на великій гідравлічній підіймальній системі. За командою «Пуск», ракета завантажується до бункера, кришка відчиняється, ракета піднімається на поверхню та стартує. Ці шахти витримували надлишковий тиск 690 кПа.
Водночас, почалося створення ракетних бункерів Titan II, що мали дозволити запуск ракети безпосередньо з шахти. Сполучені Штати Америки покладалися на британські розробки у межах затвердженої програми Bluestreak — ракет середньої дальності. Перший успішний запуск ракети з подібного бункера, відбувся 3 травня 1961 року з випробувальної установки на авіабазі Vandenberg (США) з удосконаленою Titan I. Це покоління ракетних шахт було розроблено для гарячого старту, тобто ракетні двигуни запускаються у шахті, а вихлопні гази відводяться за допомогою дефлектора з одної або двох шпарин, у нижній частині бункера. Ракети Titan-II було розміщено у таких шахтах з 1963 року. Шахти Titan II витримували тиск до 2000 кПа. Як у перших версіях шахтного ліфта, так і у бункерах для Titan II, було загальним те, що Центр керування пуском, був безпосередньо пов'язаний з шахтою.
Першими радянськими ракетами у шахтах, були ракети середньої дальності Р-12У і Р-14У, а відтак, з середини 1960-х років, міжконтинентальні ракети Р-16У і Р-9.
З 1964 року, у США впроваджено малорозмірні ракети «Мінітмен». Як і Titan II, вони були розміщені у шахтах для гарячого запуску. Завдяки меншому розміру, ці бункери витримували тиск 6 МПа. На відміну від попередніх ракетних комплексів, пускові шахти Minuteman, більше не були пов'язані безпосередньо з Центром керування пуском. У шахтній системі Minuteman, головний пусковий центр керує десятьма бункерами, розташованими поблизу на відстані декількох кілометрів.
Більшість американських ракетних шахт було розроблено для одноразового «гарячого пуску», тобто ракетні двигуни запалюються всередині шахти, й можуть знищити її під час підйому ракети
Третій вид ракетних шахт, заснований на стартовій системі ракет на підводних човнах, було запроваджено Радянським Союзом у 1970-х роках для MR УР-100 і Р-36M. Ракета встановлюється у циліндричний транспортний пусковий контейнер (ТПК) — пусковий стакан, який водночас, вставляється до бункера. ТПК дозволяв цілком безпечно доправляти готову до запуску ракету, безпосередньо із заводу, до місця пуску. Під час т.зв. «мінометного старту», ракета здіймається з шахти за допомогою системи холодного стисненого газу, а ракетні двигуни запалюються лише після виходу її з бункера. Це має ту перевагу, що бункери можуть бути легше спроєктованими, оскільки вихлопним газам не потрібно відводитися з шахти. Ба більше, наявні шахти старих ракет, можуть бути легко використані для нових систем і з'являється можливість відносно швидкого (після невеликого ремонту) перезавантаження бункера. США застосували таку систему, для ракети "Peacekeeper (Миротворець)" 1988 року. Ця система запуску, також, використовувалася для мобільних ракет колишнього Радянського Союзу, введених у дію з 1970-х років, за винятком того, що пусковий стакан розташовано не у бункері, а він перебуває на транспортному засобі.
На додаток до ракет середньої дальності та міжконтинентальних ракет, Радянський Союз і США у бункерах також, розміщували ракети-перехоплювачі (протиракети) і ракети для негайного зв'язку. Отже, наземні перехоплювачі національної протиракетної оборони на Алясці, розміщено у шахтах. Російська Федерація, також, проводить запуски супутників з шахт, за допомогою ракети-носія української розробки (КБ "Південне", 1970-і роки) «Дніпро» на основі Р-36М. [Архівовано 13 квітня 2017 у Wayback Machine.]